# شعر هگولان
شَعَر هَگولان ((به عبری: שַׁעַר הַגּוֹלָן) به معنای: «دروازهٔ جولان») یک کیبوتص (دهکده اشتراکی) در اسرائیل است که در دامنهٔ بلندی‌های جولان واقع شده است. جمعیت آن در سال ۲۰۱۷، ۵۵۲ نفر بود.

## محوطهٔ باستانی

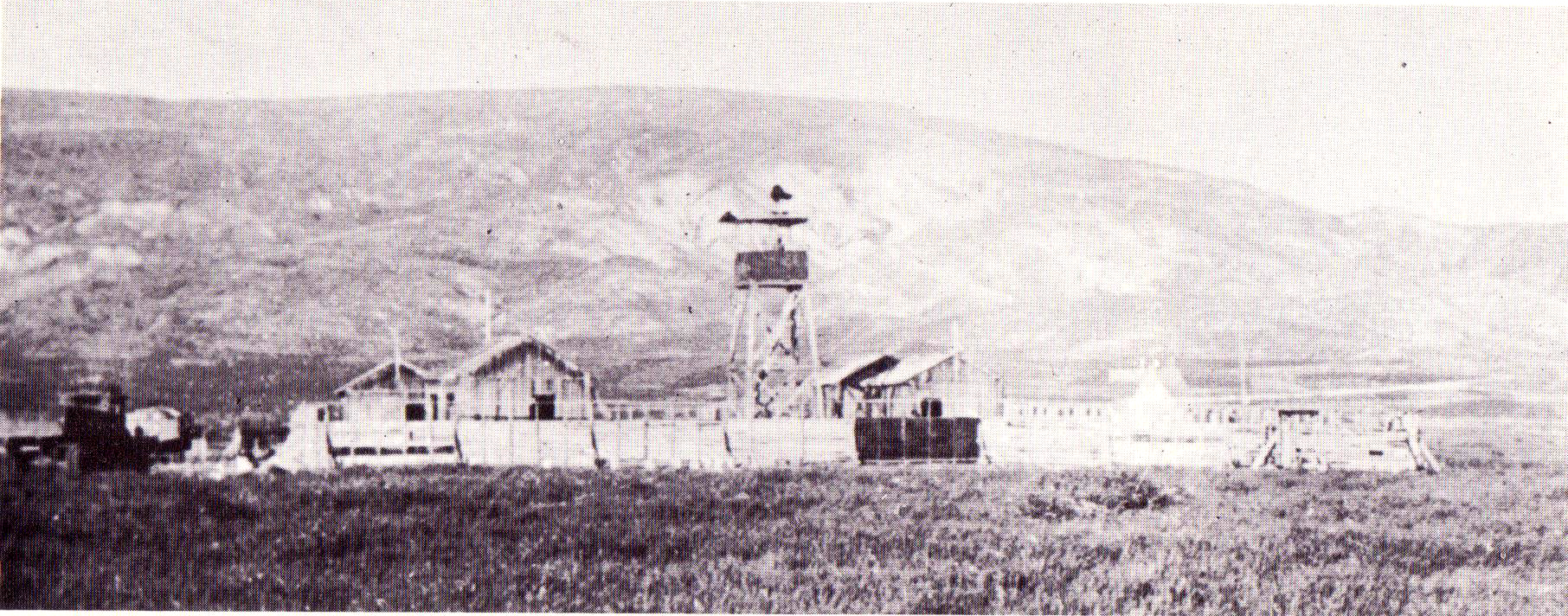
شعر هگولان در ۱۹۳۷

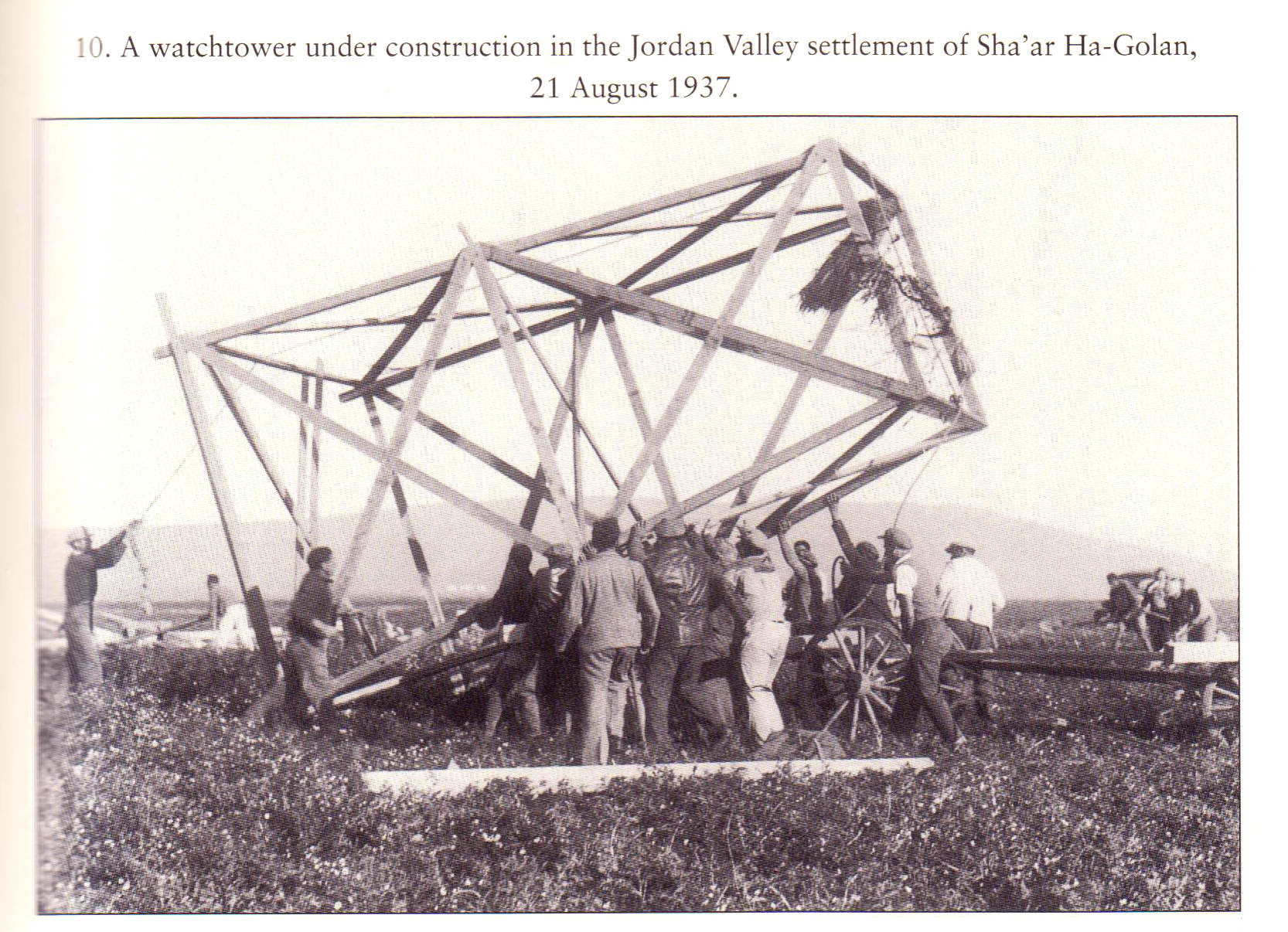
ساخت برج دیده‌بانی در شعرهگولان در ۱۹۳۷

حفاری‌ها در شعرهگولان بقایای روستایی ۸۰۰۰ ساله مربوط به فرهنگ یرموکی در دوران نوسنگی را نمایان ساخته‌اند.